# Bangladesh aux Jeux olympiques d'été de 2008
Le Bangladesh participe aux Jeux olympiques d'été de 2008 à Pékin, représenté par cinq athlètes (trois hommes et deux femmes).

## Athlètes engagés

### Athlétisme

#### 100 mètres(messieurs)
- un représentant

#### 100 mètres (dames)
- une représentante

### Natation

#### Hommes
- un représentant

| Épreuve    | Athlète              | Séries   | Séries | Quarts de finale | Quarts de finale | Demi-finales | Demi-finales | Finale   | Finale |
| Épreuve    | Athlète              | Résultat | Rang   | Résultat         | Rang             | Résultat     | Rang         | Résultat | Rang   |
| ---------- | -------------------- | -------- | ------ | ---------------- | ---------------- | ------------ | ------------ | -------- | ------ |
| 100 mètres | Mohamed Abu Abdullah | 11.07    | 8e     | -                | -                | -            | -            | -        | -      |

#### Femmes
- Doli Akhter

| Épreuve    | Athlète             | Séries   | Séries | Quarts de finale | Quarts de finale | Demi-finales | Demi-finales | Finale   | Finale |
| Épreuve    | Athlète             | Résultat | Rang   | Résultat         | Rang             | Résultat     | Rang         | Résultat | Rang   |
| ---------- | ------------------- | -------- | ------ | ---------------- | ---------------- | ------------ | ------------ | -------- | ------ |
| 100 mètres | Beauty Nazmun Nahar | 12.52    | 8e     | -                | -                | -            | -            | -        | -      |

### Tir

#### Hommes
- un représentant

#### Femmes
- une représentante

## Liste des médaillés bangladais

### Médailles d'Or
| Sport            | Discipline | Sportifs | Performance |
| Médailles d'or : |            |          |             |

### Médailles d'Argent
| Sport                | Discipline | Sportifs | Performance |
| Médailles d'argent : |            |          |             |

### Médailles de Bronze
| Sport                 | Discipline | Sportifs | Performance |
| Médailles de bronze : |            |          |             |